# 캐쉬백 (영화)
《캐쉬백》(Cashback)은 영국에서 제작된 숀 엘리스 감독의 2006년 코미디, 드라마, 멜로/로맨스 영화이다. 션 비거스태프 등이 주연으로 출연하였고 르니 보세거 등이 제작에 참여하였다.

## 출연

### 주연
- 션 비거스태프
- 에밀리아 폭스

### 조연
- 숀 에반스
- 미쉘 라이언
- 스튜어트 굿윈
- 마이클 딕슨
- 마이클 램보른
- 마르크 피케링
- 프랭크 헤스케스

## 기타
- 라인프로듀서: 마샬 리비튼
- 협력프로듀서: 위니 리
- 미술: 모건 케네디
- 의상: 빅키 러셀
- 의상: 빅토리아 러셀